# Maurits Kjærgaard
Maurits Kjærgaard (født 26. juni 2003) er en dansk fodboldspiller, der spiller som midtbanespiller for FC Red Bull Salzburg i den østrigske Bundesliga. Kjærgaard repræsenterer ligeledes Danmarks U/21-fodboldlandshold.

## Klubkarriere
Maurits Kjærgaard har haft sin fodboldopvækst i Skovlunde IF, Ballerup-Skovlunde Fodbold og Lyngby Boldklub. Maurits Kjærgaard startede med at spille fodbold i Skovlunde IF som 3-årig. I 2010 blev Skovlunde IF og Ballerup IF sammensluttet til Ballerup-Skovlunde Fodbold. Her spillede Maurits Kjærgaard indtil han i sommeren 2014 skiftede til Lyngby Boldklub.
Fredag den 5. juli 2019 kunne Lyngby Boldklub offentliggøre at de med øjeblikkelig virkning havde solgt Maurits Kjærgaard til østrigske Red Bull Salzburg, og at det var det højeste transferbeløb klubben har inkasseret i 20 år.. Herefter udlejede Red Bull Salzburg ham til deres feeder-klub FC Liefering som spiller i den østrigske 2. Liga.
Maurits Kjærgaard scorede sit officielle debutmål d. 27. juni 2020, da han blev dobbelt målscorer i en kamp mod Kapfenberger SV. Kort før pausen bragte han FC Liefering foran 2-0 på et langskud, der blev sendt op i det fjerneste målhjørne. Et kvarter inde i anden halvleg kom FC Liefering igen i front, og endnu en gang var det Maurits Kjærgaard, der havde sidste fod på, da han gjorde det til slutresultatet 3-2. Den 8. marts 2022 blev han den yngste dansker nogensinde til at score i UEFA Champions League, da han scorede mod FC Bayern München i 1-7 nederlaget

## Landsholdskarriere
Maurits Kjærgaard har spillet på både Danmark U/16, Danmark U/17, Danmark U/19 og Danmark U/21.